# Anna Meester-de Vries
Antje (Anna Hendriks) Meester-de Vries (Langezwaag, Opsterland, 11 augustus 1901 – Heerenveen, 1 oktober 1993) was een Nederlandse schrijfster die schreef in het Fries.

## Leven en werk
Antje de Vries werd geboren als oudste dochter van timmerman-aannemer Hendrik de Vries en zijn vrouw Tjitske Mulder. Na Anna kwamen er nog drie broers en een zus. Ze heeft altijd in Langezwaag gewoond. Hoewel het thuis niet werd aangemoedigd, las Anna alles wat ze te pakken kon krijgen. Bij haar grootouders hoorde het weekblad Sljucht en Rjucht bij de lectuur.
De Vries trouwde in 1924 met Hendrik Meester, die in de boterfabriek in Langezwaag werkte en ook een winkel had waar laarzen, klompen en andere goederen verkocht werden. Het echtpaar kreeg twee dochters.
De Vries schreef onder de naam Anna Meester-de Vries. Haar meest productieve periode was in de jaren 1931 t/m 1956. Met het verhaal 'Dochs noch in Sinnestrieltsje' debuteerde ze in 1933 in het weekblad Sljucht en Rjucht. Uitgever W.A. Eisma van S. en R. spoorde haar aan om een bijdrage te leveren aan zijn tijdschrift. In het begin schreef ze onder de pseudoniemen Sjoerd, A., Anke en Brún, omdat ze wilde weten wat mensen van haar werk vonden. Het Nieuwsblad van Friesland publiceerde in 1936 een feuilleton van Meester-de Vries met de titel 'Sibrich', zij schreef het onder het pseudoniem Anke. Verder verschenen verhalen en schetsen van haar in de Heerenveensche Koerier, It Heitelân en de Friese Koerier. Na de oorlog waren het vooral Fries en Frij, de opvolger van Sljucht en Rjucht die na 1941 niet meer verscheen, die haar werk publiceerden.
Anna Meester-de Vries was een succesvol toneelschrijfster, haar eerste toneelstuk 'Nynke' verscheen in 1931. Het succes van dat stuk inspireerde haar om op dat pad verder te gaan, ze zou daarna nog een twintigtal andere stukken schrijven. Enkele van de meest bekende waren 'Op een dag boer en boerin' (1938) en 'Anny uit Amsterdam'. Naast vrolijke spelletjes en kluchten, schreef ze ook serieuze stukken als 'Us jonge'. Bij het vijftigjarig jubileum van de boterfabriek in Langezwaag, schreef ze de revue 'Gouden Frissels' (1952).
In 1938 won Meester-de Vries met haar kinderboek Teltsjes fen de komkommerploech een prijs in een wedstrijd georganiseerd door de Provinciale Onderwijsraad. Haar bekendste kinderboek was echter een boek dat verscheen in 1945 en ging over de zwarte kat Moarke. In 1984 beleefde het alweer de zevende druk. In Moarke neemt de natuur een grote plaats in, het verhaal wordt verteld door de kat. De kat praat met alle andere dieren op de boerderij waar ze woont en samen beleven ze vele avonturen. Naast het succes van het boek was er ook kritiek op de inhoud en de schrijfwijze. Ruim dertig jaar na verschijning besprak Eppie Dam het boek in Trotwaer (nr. 5. 1979) naar aanleiding van een interview dat Pieter Breuker met de auteur had gehad. Dam was van mening dat de zinnen te zwaar waren en de hoofdstukken te lang, voor de leeftijd waar het boek voor bedoeld was.
Meester-de Vries vertelde haar verhalen eerst altijd eerst aan haar kinderen, die haar inspiratiebron waren, voordat ze ze opschreef. Nadat ze de deur uit waren, wilde het schrijven ook niet zo goed meer.
Een jaar na het verschijnen van Moarke publiceerde ze het meisjesboek Unwaersfügel, ze had het boek al geschreven tijdens de oorlogsjaren (1943). De roman Jonkheit en het vervolg daarop, Rôljende weagen werden beide in 1943 gepubliceerd. Ze waren voor het eerst verschenen in afleveringen in Sljucht en Rjucht (1937 en 1940).
Kort voor de oorlog werd Anna door de Provinciale Onderwijsraad gevraagd een lezing te houden. Het zou het begin zijn van een lange reeks die haar overal in de provincie in de schijnwerpers zette. In 1976 stopte ze er mee. 
In 1993 overleed Anna Meester-de Vries op 92-jarige leeftijd.

## Prijzen
- 1935: prijs in prijsvraag Provinciale Onderwijsraad voor Teltsjes fan de komkommerploech[3]

- Digitale Bibliotheek voor de Nederlandse Letteren: mees007
- International Standard Name Identifier: 0000 0003 9010 1472
- Nederlandse Thesaurus van Auteursnamen: 070591539
- Virtual International Authority File: 283644730